# Wimmis
Wimmis é uma comuna da Suíça, no Cantão Berna, com cerca de 2.315 habitantes. Estende-se por uma área de 22,36 km², de densidade populacional de 104 hab/km². Confina com as seguintes comunas: Aeschi bei Spiez, Diemtigen, Erlenbach im Simmental, Reichenbach im Kandertal, Reutigen, Spiez.
A língua oficial nesta comuna é o Alemão.